# Polypedilum saetheri
Polypedilum saetheri is een muggensoort uit de familie van de dansmuggen (Chironomidae). De wetenschappelijke naam van de soort is voor het eerst geldig gepubliceerd in 2007 door Moubayed-Breil.